# Atherigona maculipennis
Atherigona maculipennis är en tvåvingeart som först beskrevs av Stein 1910.  Atherigona maculipennis ingår i släktet Atherigona och familjen husflugor.
Artens utbredningsområde är Seychellerna. Inga underarter finns listade i Catalogue of Life.